# Lijst van spelers van West Ham United FC
Deze lijst omvat voetballers die bij de Engelse voetbalclub West Ham United FC spelen of gespeeld hebben. De spelers zijn alfabetisch gerangschikt.

## A
- Samassi Abou
- Gary Alexander
- Niclas Alexandersson
- Jérémie Aliadière
- Clive Allen
- Paul Allen
- Edson Álvarez
- Paulo Alves
- Alphonse Aréola
- Moses Ashikodi
- Dean Ashton
- Raymond Atteveld

## B
- Demba Ba
- Sam Baldock
- Steve Banks
- Sekou Baradji
- Billy Barnes
- Pablo Barrera
- Jim Barrett
- Christian Bassila
- Segal Bastard
- Joseph Beauchamp
- Valon Behrami
- Craig Bellamy
- David Bellion
- Tal Ben-Haim
- Yossi Benayoun
- David Bentley
- Eyal Berkovic
- Clyde Best
- Slaven Bilić
- Ian Bishop
- Jimmy Bloomfield
- Luís Boa Morte
- Jeroen Boere
- Ruud Boffin
- John Bond
- Billy Bonds
- Marco Boogers
- Jarrod Bowen
- Mark Bowen
- Lee Bowyer
- Ron Boyce
- Lee Boylan
- Liam Brady
- Tim Breacker
- Gary Breen
- Rufus Brevett
- Wayne Bridge
- Leon Britton
- Trevor Brooking
- Jordan Brown
- Ken Brown
- William Brown
- Jimmy Bullard
- Alex Bunbury
- Rob Burch
- Jack Burkett
- David Burrows
- Johnny Byrne
- Shaun Byrne
- Stephen Bywater

## C
- Henri Camara
- Titi Camara
- John Campbell
- Noel Cantwell
- John Carew
- Sébastien Carole
- Franz Carr
- Michael Carrick
- Roy Carroll
- Luke Chadwick
- Lee Chapman
- Gary Charles
- Édouard Cissé
- Sandy Clark
- Clive Clarke
- Chris Cohen
- Ade Coker
- Carlton Cole
- Joe Cole
- Mitchell Cole
- Keith Coleman
- James Collins
- Jack Collison
- David Connolly
- Tony Cottee
- Vladimír Coufal
- Laurent Courtois
- Chris Coyne
- Jamie Coyne
- Josh Cullen
- Alan Curbishley

## D
- Manuel da Costa
- Christian Dailly
- Dani
- Fabio Daprelá
- Calum Davenport
- Mervyn Day
- Brian Deane
- Brian Dear
- Jermain Defoe
- Guy Demel
- Alan Devonshire
- Paolo Di Canio
- David Di Michele
- Alessandro Diamanti
- Kaba Diawara
- George Dick
- John Dick
- Julian Dicks
- Diego Tristán
- Papa Bouba Diop
- Iain Dowie
- Flynn Downes
- Ilie Dumitrescu
- Noel Dwyer
- Kieron Dyer

## E
- Stanley Earle
- Dieter Eckstein
- Anthony Edgar
- François Van der Elst
- Emerson
- Hogan Ephraim
- Matthew Etherington
- Hólmar Eyjólfsson

## F
- Justin Fashanu
- Julien Faubert
- Abdoulaye Faye
- Anton Ferdinand
- Les Ferdinand
- Rio Ferdinand
- Robert Ferguson
- Michael Ferrante
- Ian Feuer
- Carl Fletcher
- Marc-Vivien Foé
- Terrell Forbes
- Craig Forrest
- Hayden Foxe
- Guillermo Franco
- Matt Fry
- Paulo Futre

## G
- Daniel Gabbidon
- Tony Gale
- Richard Garcia
- David Gardner
- Paul Goddard
- Dale Gordon
- Bobby Gould
- Len Goulden
- Raimond van der Gouw
- Jimmy Greaves
- Robert Green

## H
- Sead Hakšabanović
- Richard Hall
- Marlon Harewood
- John Harkes
- Jon Harley
- Joe Hart
- John Hartson
- Zavon Hines
- Shaka Hislop
- Thomas Hitzlsperger
- Lee Hodges
- Matt Holland
- Pat Holland
- Gavin Holligan
- Matt Holmes
- Harry Hooper
- Kevin Horlock
- Ray Houghton
- Ted Hufton
- Michael Hughes
- Chris Hughton
- Geoff Hurst
- Don Hutchison

## I
- Ilan
- Saša Ilić
- Herita Ilunga
- Andy Impey
- Paul Ince
- Izzy Iriekpen

## J
- Lars Jacobsen
- David James
- Wilfred James
- Carl Jenkinson
- William Jenkinson
- Billy Jennings
- Samuel Jennings
- Luis Jiménez
- George John
- Glen Johnson
- Steve Jones
- William Jones

## K
- Frédéric Kanouté
- Yaniv Katan
- George Kay
- Robbie Keane
- Fred Kearns
- Marc Keller
- David Kelly
- Paddy Kelly
- Kepa
- Matthew Kilgallon
- Gábor Király
- Joe Kirkup
- Paul Kitson
- Paul Konchesky
- Radoslav Kováč
- Alex Král
- Dušan Kuciak
- Mohammed Kudus
- Peter Kurucz

## L
- Vladimír Labant
- Bernard Lama
- Frank Lampard
- Frank Lampard, Sr.
- Henri Lansbury
- Billy Lansdowne
- Jake Larkins
- Jan Laštůvka
- Steve Laurie
- Stan Lazaridis
- Oliver Lee
- Rob Lee
- Freddie Ljungberg
- Sebastian Lletget
- Steve Lomas
- Walter López
- Bertie Lutton
- John Lyall

## M
- Archibald Macaulay
- Ted MacDougall
- Malky Mackay
- Javier Margas
- Paul Marquis
- James Marshall
- Alvin Martin
- Dean Martin
- Javier Mascherano
- Steve Mautone
- Konstantinos Mavropanos
- Joel McAnuff
- Frank McAvennie
- Grant McCann
- Benny McCarthy
- Alec McCartney
- George McCartney
- Trent McClenahan
- John McDowell
- Danny McGowan
- Allen McKnight
- Callum McNaughton
- Scott Mean
- Tyrone Mears
- Billy Mehmet
- Neil Mellor
- Andy Melville
- Mido
- Luděk Mikloško
- Petr Mikolanda
- Scott Minto
- Clement Mitchell
- John Moncur
- Cristian Montano
- Brian Montenegro
- Billy Moore
- Bobby Moore
- Trevor Morley
- Tommy Moroney
- John Morton
- Hayden Mullins

## N
- Bondz N'Gala
- Lucas Neill
- Mike Newell
- Adam Newton
- Shaun Newton
- David Noble
- Mark Noble
- Kevin Nolan
- Frank Nouble
- Adam Nowland
- Savio Nsereko

## O
- Joey O'Brien
- Frank O'Farrell
- Gary O'Neil
- Victor Nsofor Obinna
- Mipo Odubeko
- Angelo Ogbonna
- Emmanuel Omoyimni
- Reece Oxford

## P
- Graham Paddon
- John Paintsil
- Scott Parker
- Phil Parkes
- Tony Parks
- Dimitri Payet
- Josh Payne
- Darren Peacock
- Ian Pearce
- Stuart Pearce
- Greg Pearson
- Martin Peters
- Gerry Peyton
- Frédéric Piquionne
- Hugo Porfírio
- Mladen Petrić
- Steve Potts
- Chris Powell
- Darren Powell

## Q
- Nigel Quashie
- Jimmy Quinn
- Wayne Quinn

## R
- Florin Răducioiu
- Brent Rahim
- Sergiy Rebrov
- Harry Redknapp
- Kyel Reid
- Winston Reid
- Nigel Reo-Coker
- Tomáš Řepka
- Declan Rice
- Marc Rieper
- Ömer Rıza
- Bryan Robson (geboren in 1945)
- Keith Robson
- Stewart Robson
- Guido Rodríguez
- Keith Rowland
- Neil Ruddock
- Jimmy Ruffell

## S
- Martin Samuelsen
- Lionel Scaloni
- Sébastien Schemmel
- Alan Sealey
- Les Sealey
- Freddie Sears
- Dave Sexton
- Rami Shaaban
- Teddy Sheringham
- Peter Shilton
- Trevor Sinclair
- John Sissons
- Robbie Slater
- Stuart Slater
- Mike Small
- Youssef Sofiane
- Nolberto Solano
- Carlos Soler
- Ragnvald Soma
- Rigobert Song
- Alexandre Song
- Tomáš Souček
- Jonathan Spector
- Jordan Spence
- Pavel Srnicek
- Jim Standen
- Junior Stanislas
- Marek Štěch
- Ray Stewart
- Igor Štimac
- Robbie Stockdale
- Tony Stokes
- Davor Šuker
- Crysencio Summerville

## T
- Mauricio Taricco
- Alan Taylor
- Matthew Taylor
- Tommy Taylor
- David Terrier
- Carlos Tévez
- Mitchell Thomas
- Ian Thomas-Moore
- Hannu Tihinen
- Svetoslav Todorov
- Dylan Tombides
- James Tomkins
- Jean-Clair Todibo
- John Tresadern
- Diego Tristán
- Charlie Turner

## U
- David Unsworth
- Matthew Upson

## V
- Ricardo Vaz Tê

## W
- Steve Walford
- Jimmy Walker
- Aaron Wan-Bissaka
- Paulo Wanchope
- Elliott Ward
- Conrad Warner
- Vic Watson
- George Webb
- Sam Westley
- Christopher Whyte
- Gavin Williams
- Daniel Williamson
- Nigel Winterburn
- Phil Woosnam
- George Wright
- Ian Wright
- Richard Wright

## Z
- Bobby Zamora
- Mauro Zaraté